# Арнеа
Арнѐа или Лерѝгово (изписване до 1945 година: Лѣригово; на гръцки: Αρναία, Арнеа, до 1927 Λιαρίγκοβη, Ляригови или Λιαρίγκοβα, Ляригова) е малък град в Егейска Македония, Гърция, част от дем Аристотел в административна област Централна Македония. Арнеа е митрополитска катедра на Йерисовска, Светогорска и Ардамерска епархия на Гръцката православна църква.

## География
Арнеа е главното селище на историко-географската област Мадемохория (Мадемските села). То е разположено в центъра на Халкидическия полуостров, в подножието на планината Холомонда на надморска височина от 600 m, на 38 километра северозападно от град Полигирос и на 70 километра югоизточно от Солун. През него минава главният път, свързващ Солун със Света гора. Градчето има население от 2253 души (2001).

## История

### Античност
На хълма Агиос Илияс е открит археологически обект, значително предхристиянско селище, което някои отъждествяват с все още нелокализирания античен град Арнеа, споменат от Тукидид в разказа за кампанията на спартанския цар Бразид. Човешкият живот на Агиос Илияс започва още от около XV век пр. Хр. и продължава с кратки прекъсвания до XIV век след. Хълмът е естествено укрепено място с наличие на питейна вода и в близост до плодородната равнина на Ново село, богати гори и минните райони от Стано до Извор.

### В Османската империя
Френският дипломат и пътешественик Еспри-Мари Кузинери, който посещава Ларегови в края на XVIII век или в началото на XIX век, пише, че селото се състои от около 400 къщи. Жителите му са натоварени с повинността да работят в близките сребърни мини. Благосъстояние на Леригово се дължи както на земите му, така и на производството на килими. Той отбелязва:
| „ | Те произвеждат килими, за които използват местна вълна и [вълна] от околните села. Почти всички семейства се занимават с тази работа. Производството от тази матифактура се разпространява в Румелия и най-вече в манастирите | “ |

В 1812 година е построена църквата „Свети Стефан“. След Гръцкото въстание от 1821 година лериговчанинът митрополит Йоаникий Йерисовски (1838 – 1855) мести центъра на Йерисовската епархия от Извор (днес Стратоники) в Леригово. Църквите край селото „Света Параскева“ и „Свети Модест“, както и „Свети Илия“ върху развалините на крепостта също са от XIX век.
Александър Синве („Les Grecs de l’Empire Ottoman. Etude Statistique et Ethnographique“) в 1878 година пише, че в Ларингови (Laringovi), Йерисовска епархия, живеят 2100 гърци. Към 1900 година според статистиката на Васил Кънчов („Македония. Етнография и статистика“) в Леригово живеят 2000 жители гърци християни.
По данни на секретаря на Българската екзархия Димитър Мишев („La Macédoine et sa Population Chrétienne“) в 1905 година в Леригово има 1590 гърци.

### В Гърция
В 1912 година, по време на Балканската война, в Леригово влизат гръцки части и след Междусъюзническата война в 1913 година остава в Гърция. В 1919 година е построена църквата „Свети Безсребреници“. В 1928 година е прекръстено на Арнеа, на името на античния град.
В Арнеа работят исторически и етнографски музей и текстилен музей, посветени на традиционната култура на Леригово.
| Име               | Име         | Ново име  | Ново име   | Описание                                    |
| ----------------- | ----------- | --------- | ---------- | ------------------------------------------- |
| Каравасарас       | Καραβασαράς | Рахони    | Ραχώνι     | връх в Холомонда на СЗ от Арнеа             |
| Бара              | Μπάρα       | Стена     | Στενά      | връх в Холомонда на С от Арнеа              |
| Бурунус           | Μπουρουνούς | Перасмата | Περάσματα  | река на З от Арнеа, ляв приток на Холомонда |
| Дурита или Дурица | Ντουρίτσα   | Псилома   | Ψήλωμα     | връх на З от Арнеа                          |
| Доганджа          | Ντογάντζα   | Врахули   | Βραχούλι   |                                             |
| Дурица            | Ντουρίτας   | Лагорема  | Λαγόρεμα   | река                                        |
| Ага Йорги         | Άγά Γιώργη  | Корфовуни | Κορφοβούνι |                                             |

## Личности
От Леригово е Теохарис Героянис, един от първите организатори на гръцката въоръжена пропаганда в Македония в началото на XX век. Лериговчани са и двама епископи на Вселенската патриаршия: Йоаникий Йерисовски, йерисовски епископ от 1838 до 1855 г., Дионисий Кирацос (1923 – 2005), драмски митрополит. Георгиос Вайонас (р. 1940), Лисимахос Сарафианос (1916 - 2002), Стельос Валянос (р. 1979) и Христос Пахтас (р. 1951) са политици.